# Cratere Bise
Bise  è un cratere sulla superficie di Marte.